# 玉河镇 (延寿县)
玉河镇，原称玉河乡，是中国黑龙江省哈尔滨市延寿县下辖的一个镇，位于延寿县南。2018年撤乡设镇。区划代码改为 230129105。

## 历史
玉河镇的名称来源于玉河村，该村最早称为宋大窝堡，1929年划为玉河乡。1958年9月变为人民公社，1984年1月改为现名。

## 行政区划
现辖：
玉河村、新城村、红星村、黄玉村、合心村、文化村、延明村、朝奉村、东光村、福利村、长胜村、延兴村、中胜村、长安村和延中村。